# VIAVI Solutions
Viavi Solutions (Eigenschreibweise: VIAVI Solutions) ist ein weltweit führendes Unternehmen in der Telekommunikationstechnik, speziell in den Sparten der Netzwerktest-, Mess- und Sicherheitstechnik. Außerdem ist das Unternehmen in einem breiten Bereich der Optik tätig, wie z. B. Qualitätskontrolle und Währungen.

## Geschichte
1923 wurde das Unternehmen Wandel & Goltermann (WG oder WaGo) von Wolfram Wandel und Ulrich Goltermann gegründet. Damals wurde der Bau und der Verkauf von Rundfunkanlagen betrieben. 1999 fusionierte Wandel & Goltermann mit Wavetek zu Wavetek, Wandel & Goltermann (WWG). Mit den neuen Produktkategorien Funktionsgeneratoren, Signalgeneratoren und Servicemonitoren wurde der Fokus auf die Einrichtung von Laborarbeitsplätzen gelegt. 2001 folgte eine Fusion mit TTC und eine damit verbundene Umbenennung des Konzerns in Acterna. 2005 wurde Acterna durch JDSU übernommen. 2015 erfolgte eine Aufspaltung des Konzerns für die Unternehmen Viavi Solutions und Lumentum. Dabei wurde der Fokus von Viavi Solutions auf den Geschäftsbereich Mess-, Analyse- und Monitoringtechnik für die Telekommunikationstechnik gelegt. Lumentum erhielt den Geschäftsbereich für optische Produkte.

## Tochterunternehmen
In Deutschland finden sich die Tochtergesellschaften Viavi Solutions Deutschland GmbH (mit Umsatzerlösen von 170,2 Mio. EUR (2022)), die Viavi Solutions GmbH und die Viavi Solutions World Holdings GmbH & Co. KG.

## Bekannte Produkte vonViavi
- Fälschungssichere Farben auf den Banknoten[5]
- Tagesschau-Gong (unter Wandel & Goltermann)[6]

## Belege
1. ↑  VIAVI Solutions - Über uns
2. ↑  VIAVI Solutions
3. ↑  Lumentum
4. ↑  Bundesanzeiger
5. ↑  Security Pigments
6. ↑  Video: "Die tagesschau wird 70"